# Ірландський сетер
Ірландський сетер, Ірландський червоний сетер (англ. Irish Setter, від to set — робити стійку) — порода мисливських підрушничних собак.

## Історія породи
Ірландський сетер виведений в Ірландії в 18 столітті як відокремлена порода шляхом схрещування ірландських водяних спанієлів, спрингер-спанієлів, іспанських лягавих, англійських і шотландських сетерів, переважно суцільного червоного забарвлення. Назва породі було присвоєно Ольстерським клубом любителів Ірландських сетерів у 1876.

## Характеристика породи
Енергійна, смілива, досить незалежна собака. У неї швидкий, хоча і не такий стрімкий, як в англійського сетера, пошук. Ірландський сетер витончений і гнучкий, має прекрасну стійку, пристосований для полювання на пернату дичину. Дуже поширений домашній собака. Потребує наполегливого, але м'якого дресирування.

## Утримання і догляд
Якщо собака живе в місті, то для правильного розвитку їй потрібно багато фізичних вправ. Необхідно щотижня вичісувати шерсть.

## Опис породи

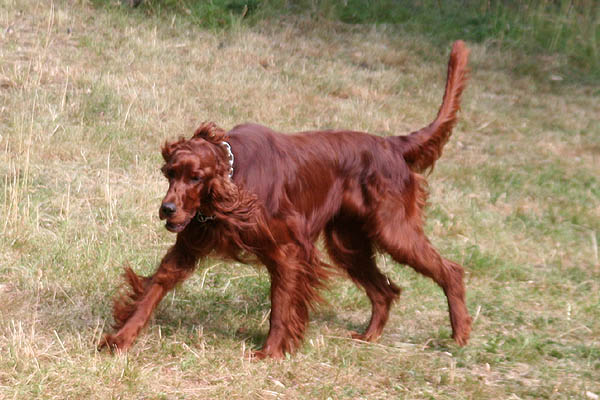

Голова довга і вузька, не широка між вухами. Морда і черепна коробка однакової довжини, паралельних ліній. Черепна коробка овальна (від вуха до вуха), досить містка, з добре вираженим потиличним бугром. Надбрівні дуги розвинені. Перехід від чола до морди добре виражений.
Мочка носа кольору темного червоного дерева або темно-горіхова, або чорна, ніздрі широко розкриті. Морда помірно глибока, майже квадратна до кінця. Довга від переходу від чола до морди до мочки носа. Щелепи практично рівні по довжині. Ножицеподібний прикус. Очі темно-горіхові або темно-коричневі, не надто великі.
Вуха помірного розміру, м'які на дотик, посаджені низько і далеко позаду, звисаючи акуратною складкою щільно до голови. Шия помірно довга, дуже мускулиста, не надто товста, злегка опукла, без тенденції до підвісу. Корпус пропорційний розміру собаки.
Глибокі груди, швидше вузькі в передній частині, ребра добре вигнуті, залишаючи досить місця для легенів. Поперек мускулистий і злегка випуклий. Хвіст середньої довжини, пропорційний розміру корпусу, посаджений швидше низько, потужний біля основи й звужується до кінця. Несеться на рівні лінії верху або нижче.

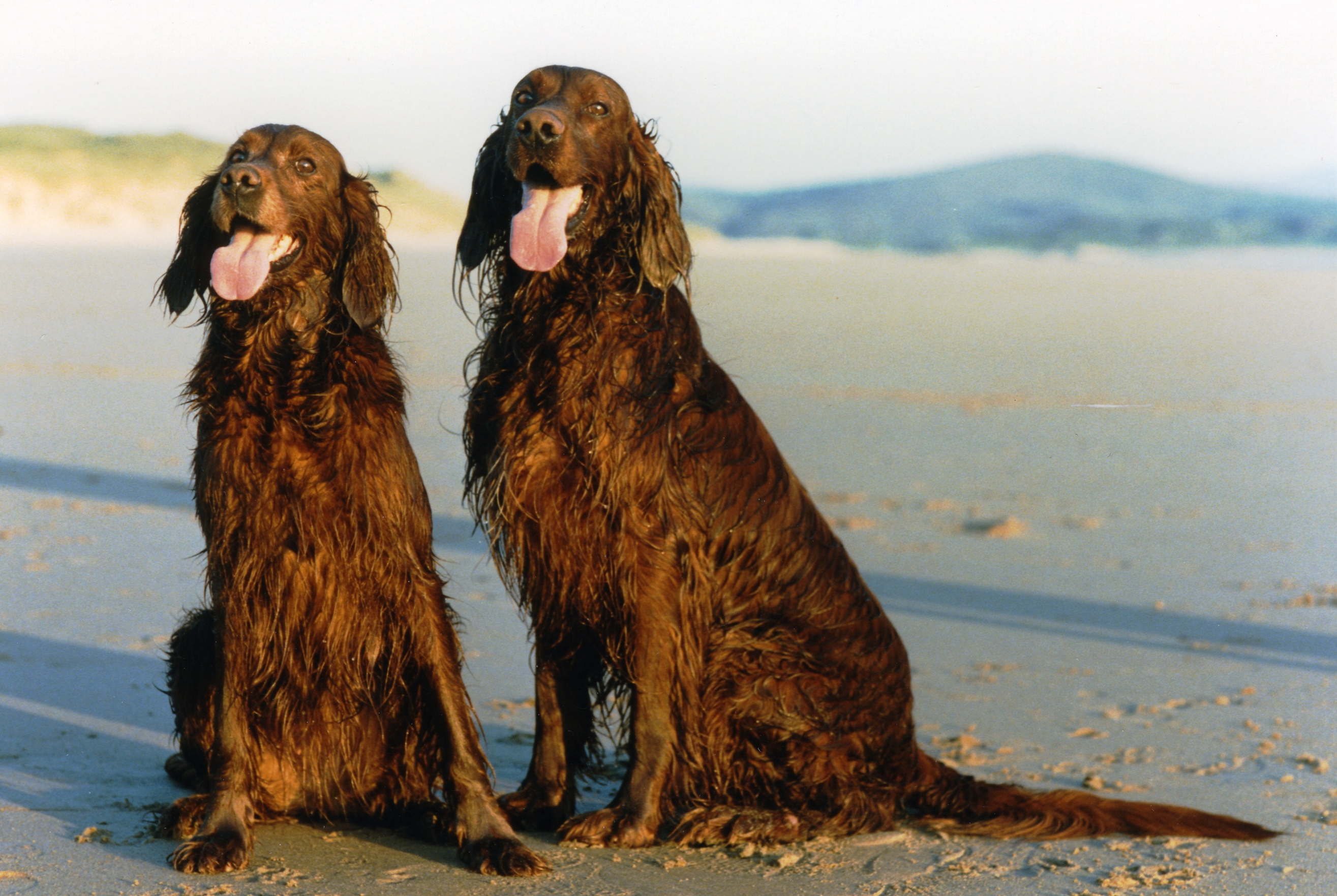

Шерсть на голові, передньої частини кінцівок і на кінчиках вух коротка і тонка; на інших частинах тіла і кінцівках помірної довжини, гладка, без ознак хвилястості або курчавості. Прикрашаюча шерсть на верхній частині вух довга й шовковиста; на задній частині передніх і задніх кінцівок довга і тонка; достатня кількість шерсті на животі утворює бахрому, яка може поширюватися на груди й горло. Є очеси між пальцями лап. На хвості бахрома середньої довжини, зменшена до кінця. Вся прикрашаюча шерсть пряма і гладка.
Багате каштанове забарвлення без домішки чорного; біле на грудях, горлі й пальцях; або маленька зірочка на лобі, або вузька проточина, або відмітина на носі або морді не бракуються.
Висота у холці: Пси — від 58 см (23 дюймів) до 67 см (26,5 дюймів). Суки — від 55 см (21,5 дюйма) до 62 см (24,5 дюйма).
Стандарт породи Ірландський сетер затверджений у 2001 р..